# NGC 6173
NGC 6173 is een elliptisch sterrenstelsel in het sterrenbeeld Hercules. Het hemelobject werd op 18 maart 1787 ontdekt door de Duits-Britse astronoom William Herschel.

## Synoniemen
- UGC 10421
- MCG 7-34-83
- ZWG 224.49
- 3ZW 83
- PGC 58348